# 黑身南鰍
黑身南鰍（學名：Schistura atra）為輻鰭魚綱鯉形目條鰍科南鰍屬的其中一種。被IUCN列為易危保育類動物，分布於亞洲寮國南能河流域，體長可達5.1公分，棲息在岩石底質河川底層水域，生活習性不明。

## 扩展阅读
維基物種上的相關：黑身南鰍